# Spazio unificatore
Lo spazio unificatore "‏‎ " o spazio indivisibile oppure spazio insecabile (in inglese non-breaking space, NBSP, «spazio insecabile») è un carattere spazio speciale usato dagli elaboratori di testo che impedisce di mandare a capo automaticamente le linee nella posizione dove è presente. Può anche essere usato per avere spazi multipli in una riga in sistemi simili al HTML che riducono le sequenze di spazi normali a uno spazio singolo. Uno spazio unificatore (detto anche hard space o fixed space) su PC Windows viene comunemente inserito tenendo premuto Alt e digitando 0160 sul tastierino numerico oppure la combinazione Alt+255 (in alcuni applicativi potrebbe anche essere usata CTRL+⇧ Maiusc+SPACE), mentre su Mac premendo insieme option e barra spaziatrice.
La caratteristica che contraddistingue lo spazio indivisibile da quello normale è che viene interpretato, dalla maggior parte dei programmi di lettura e scrittura, come un carattere vero e proprio, evitando la suddivisione della stringa che lo contiene in più sezioni per esigenze di impaginazione; quando una stringa che include lo spazio unificatore, ad esempio1º&nbsp;gennaio&nbsp;1970 («1º gennaio 1970»), si trova alla fine della riga ed è troppo lunga per rientrare nei margini, verrà interamente spostata alla riga sottostante.

## Codifiche[3][4]
- In Unicode lo spazio unificatore è il carattere U+00A0[5], chiamato NO-BREAK SPACE, rappresentato nella codifica UTF-8 dalla sequenza 0xC2 0xA0.
- In ISO/IEC 8859 è indicato dal carattere 0xA0.
- In KOI8-R è indicato dal carattere 0x9A.
- In EBCDIC è indicato dal carattere 0x41.
- In alcune versioni dell'ASCII esteso, il carattere 255 (0xFF) vale come uno spazio unificatore.
- In HTML, si può inserire utilizzando l'entità &nbsp;, oltre che tramite il codice Unicode (&#160; ed anche &#xa0;).[5]
- In TeX, la tilde (~) viene usata per indicare lo spazio unificatore.

## Metodi di immissione da tastiera
È raro che gli standard nazionali o internazionali per le tastiere definiscano un metodo di input per lo spazio unificatore. Un'eccezione è la tastiera multilingue finlandese, accettata come standard nazionale SFS 5966 nel 2008. In base all'impostazione SFS, lo spazio unificatore può essere inserito con la combinazione di tasti AltGr+Spazio.
In genere, gli autori di driver della tastiera e programmi applicativi (ad esempio, elaboratori di testi) hanno ideato le proprie scorciatoie da tastiera per lo spazio unificatore. Per esempio:
| Sistema operativo / applicazione                                           | Combinazione                                             |
| -------------------------------------------------------------------------- | -------------------------------------------------------- |
| Microsoft Windows                                                          | Alt+0160 o Alt+25                                        |
| macOS                                                                      | ⌥ Opt+Spazio                                             |
| Linux o Unix using X11                                                     | Compose, Spazio, Spazio o AltGr+Spazio                   |
| AmigaOS                                                                    | Alt+Spazio                                               |
| GNU Emacs                                                                  | Ctrl+X8Spazio                                            |
| Vim                                                                        | Ctrl+K, Spazio, Spazio; o Ctrl+K, ⇧ Maiusc+N, ⇧ Maiusc+S |
| Dreamweaver, LibreOffice, Microsoft Word, OpenOffice.org (da 3.0), AutoCAD | Ctrl+⇧ Maiusc+Spazio                                     |
| FrameMaker, LyX (non-Mac), OpenOffice.org (prima di 3.0), WordPerfect      | Ctrl+Spazio                                              |
| Mac Adobe InDesign                                                         | ⌥ Opt+⌘ Cmd+X                                            |
| TeX, LaTeX                                                                 | ~ (tilde)                                                |